# Église de la Déposition-de-la-robe-de-la-Vierge
L'église de la Déposition-de-la-robe-de-la-Vierge a été édifiée entre 1484 et 1485, elle est située sur la place des cathédrales dans l'enceinte du kremlin de Moscou, entre le palais à Facettes, le palais des Terems et la cathédrale de la Dormition. La Déposition-de-la-robe-de-la-Vierge est une fête religieuse orthodoxe en l'honneur des reliques de la Vierge ramenées de Palestine et déposées solennellement dans une chapelle construite pour les recevoir à Constantinople en l'année 452.
L'église de Moscou fut jusqu'au XVIIe siècle l'église des métropolites puis patriarches de Moscou. En 1655 elle fut rattachée à la cour du grand-prince de la ville.

## Histoire
L'église précédente du même nom a été fondée à cet endroit par le métropolite Jonas en 1451 pour commémorer la libération de Moscou de l'invasion du tsarévitch Mazovcha. Les troupes se sont retirées de la ville le 2 juillet, jour de la fête religieuse de la déposition de la robe de la Vierge.
Entre 1484 et 1485, sous le métropolite Géronte, l’église est remplacée par une nouvelle. Elle est alors construite par une équipe de contremaîtres de la ville de Pskov, invités à venir à Moscou. Jusqu’au milieu du VIe siècle, l’église fut le lieu d’habitation des métropolites moscovites, puis celui des patriarches.
En 1655, sous le patriarche Nikon, l’église est rattachée au palais princier. Des passages sont alors construits afin de relier l’église aux appartements des tsarines et princesses. Dans la seconde moitié du VIIe, des galeries couvertes sont érigées au-dessus des parvis nord et sud. Plus tard, une chapelle est construite sur le côté sud de l’église afin de pouvoir accéder à l’icône de Notre-Dame des Grottes. Cependant, entre 1930 et 1940, la chapelle a été démontée, et l'image perdue.
Le 29 mai 1737, l'église succombe au grand incendie de Moscou. L’église que l’on peut voir actuellement est celle bâtie à la suite de cet incendie, entre 1784 et 1785.
Pendant la période soviétique, de 1918 à 1993, aucun service n'est effectué dans l’église. Cette dernière est d'ailleurs transformée en musée en 1965.

## Architecture
L'architecture de l'église a été influencée par la tradition de Moscou et Pskov.
Les fins pilastres, les arcs en accolades des absides, les zakomars blancs en ogives et les coupoles lui prêtent le style architectural religieux traditionnel moscovite.
L’église s’élève sur un haut soubassement avec des ornements pskoviens sur les façades.

## Intérieur

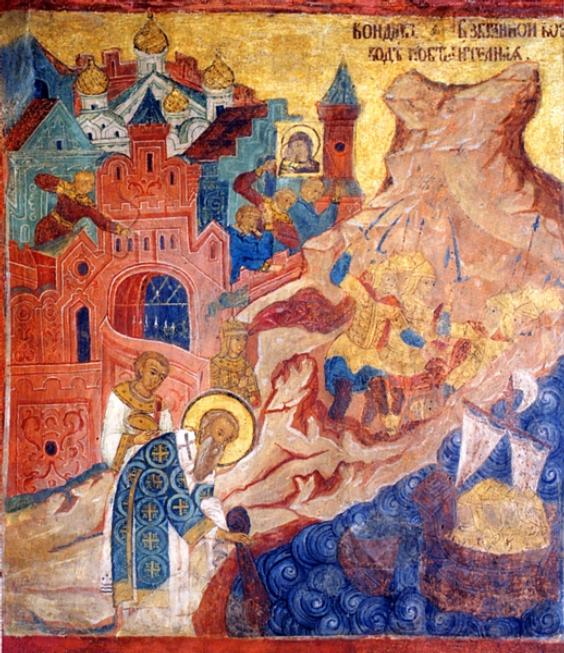
Sauvetage miraculeux de Constantinople par l'intercession de la Vierge. Fresque de l'église de la Déposition-de-la-robe-de-la-Vierge au kremlin de Moscou. (1644).

L’intérieur de l’église de la Déposition-de-la-robe-de-la-Vierge est orné de fresques, commandées en 1644, sous le patriarche Joseph Ier, qui sont l’œuvre de Sidor Pospéev, Ivan Borissov et Siméon Abramov, qui représentent des scènes de la vie de la Vierge Marie.
Les dimensions de l’église étant petites, ces fresques le sont aussi et rappellent des icônes.
Sur le mur sud, on peut également voir une fresque représentant la manière dont Constantinople a été sauvée du siège ennemi par l’intercession de la Vierge. 
L’iconostase à quatre rangs est faite en 1627 par une équipe dirigée par le maître célèbre Nazaire Istomine-Savine (on prétend que la « Sainte Trinité » au rang inférieur appartient à son pinceau).
Les piliers de l’église sont eux aussi décorés. Le pilier sud représente la maison régnante de Moscovie, celui au nord illustre les métropolites qui précédèrent les patriarches de Russie. Des panneaux blancs à motifs garnissent le bas des murs.
Depuis la transformation de l’église en musée, la galerie nord abrite des sculptures en bois des XVe et XVIIe siècles, ainsi que des icônes et des skladens (icônes à plusieurs volets) provenant de centres traditionnels de travail du bois de Novgorod, Rostov la Grande et du nord de la Russie.